# لشک خردگن
لِـشِک خِـردِگِن (لهستانی: Leszek Herdegen؛ ‏ ۲۸ مهٔ ۱۹۲۹ – ۱۵ فوریهٔ ۱۹۸۰) بازیگر اهل لهستان بود.
از فیلم‌ها یا برنامه‌های تلویزیونی که وی در آن نقش داشته‌است، می‌توان به سرنوشت‌های لهستانی، سفری برای یک لبخند، طرح‌واره‌های زغالی، سیل، کوپرنیک، فرعون، قماری بالاتر از زندگی و سربازان آزادی اشاره کرد.